# Unione del Maghreb arabo
L'Unione del Maghreb arabo (in arabo اتحاد المغرب‎?, el-ittihad el-maghreb el-araby; in francese: Union du Maghreb Arabe) è un accordo commerciale che mira all'unità economica e futura tra i paesi del Maghreb. Esso indica l'unione politica formata il 17 febbraio 1989, con il trattato di Marrakech, dai cinque paesi del Grande Maghreb, cioè (da est a ovest) la Libia, la Tunisia, l'Algeria, il Marocco e la Mauritania.
L'Unione non è stata in grado di realizzare progressi tangibili sui suoi obiettivi a causa di profondi disaccordi economici e politici tra Marocco e Algeria riguardo, tra l'altro, alla questione del Sahara occidentale, nonché per l'isolamento internazionale della Libia. Dal 3 luglio 2008 non si sono tenute riunioni di alto livello e i commentatori considerano l'Unione in gran parte dormiente.

## Creazione
L'idea di un'unione economica del Maghreb iniziò con l'indipendenza della Tunisia e del Marocco nel 1956. Solo trent'anni dopo, però, cinque stati del Maghreb - Algeria, Libia, Mauritania, Marocco e Tunisia - si incontrarono per il primo vertice del Maghreb nel 1988. L'Unione è stata istituita il 17 febbraio 1989 quando il trattato è stato firmato dagli Stati membri a Marrakech. Secondo l'atto costitutivo, il suo obiettivo è garantire la cooperazione "con istituzioni regionali simili ... [per] partecipare all'arricchimento del dialogo internazionale ... [per] rafforzare l'indipendenza degli Stati membri e ... [per] salvaguardare ... i loro beni". La rilevanza strategica della regione si basa sul fatto che, collettivamente, vanta grandi riserve di fosfato, petrolio e gas ed è un centro di transito verso l'Europa meridionale. Il successo dell'Unione sarebbe quindi di importanza economica.

## Organizzazione
I segretari generali vengono scelti a rotazione fra i 5 Paesi.
- Taïeb Baccouche (Tunisia) 2016 - attuale [10][11]

## Paesi membri
Durante la sedicesima sessione dei ministri degli esteri dell'AMU, tenutasi il 12 novembre 1994 ad Algeri, l'Egitto ha presentato domanda di adesione al gruppo AMU.
- Algeria
- Libia
- Mauritania
- Marocco
- Tunisia

## Economia
I 5 paesi dell'Unione hanno un PIL combinato (a parità di potere d'acquisto; PPP) di $ 1,276 trilioni di dollari. Il paese più ricco in base al PIL pro capite al PPP è l'Algeria. Sulla base del PIL pro capite (nominale), la Libia è il paese più ricco, con entrate superiori a 7803 USD pro capite.
| Paese                    | PIL (nominale)  | PIL (PPP)         | PIL (nominale) pro capite | PIL (PPP) pro capite | ISU   |
| ------------------------ | --------------- | ----------------- | ------------------------- | -------------------- | ----- |
| Algeria                  | 200,171,000,000 | 693,109,000,000   | 4,645                     | 16,085               | 0.754 |
| Libia                    | 51,330,000,000  | 79,595,000,000    | 7,803                     | 12,100               | 0.706 |
| Mauritania               | 5,243,000,000   | 19,472,000,000    | 1,291                     | 4,797                | 0.520 |
| Marocco                  | 122,458,000,000 | 332,358,000,000   | 3,441                     | 9,339                | 0.667 |
| Tunisia                  | 42,277,000,000  | 151,566,000,000   | 3,587                     | 12,862               | 0.735 |
| Unione del Maghreb Arabo | 421,479,000,000 | 1,276,100,000,000 | 4,169                     | 12,622               | 0.707 |

## Operazioni
Ci sono stati problemi di rivalità tradizionali all'interno dell'AMU. Ad esempio, nel 1994, l'Algeria ha deciso di trasferire la presidenza dell'AMU in Libia. A ciò hanno fatto seguito tensioni diplomatiche tra l'Algeria e altri membri, in particolare il Marocco e la Libia, i cui leader si sono sempre rifiutati di partecipare alle riunioni dell'AMU tenute ad Algeri. I funzionari algerini hanno giustificato la decisione sostenendo che stavano semplicemente rispettando il regolamenti istituzionali dell'AMU, i quali stabiliscono che la presidenza dovrebbe effettivamente ruotare su base annuale. L'Algeria ha accettato la presidenza tunisina nel 1994, ma non è stata in grado di trasferirla a causa dell'assenza di tutte le condizioni necessarie per rinunciare alla presidenza, come previsto dal regolamento costitutivo.
In seguito all'annuncio della decisione di trasferire la presidenza dell'Unione, il leader libico, Muammar Gheddafi, ha dichiarato che era giunto il momento di mettere l'Unione "nel congelatore". Ciò ha sollevato dubbi sulla posizione della Libia nei confronti dell'Unione. La preoccupazione era che la Libia avrebbe avuto un'influenza negativa sul modo in cui avrebbe presieduto l'organizzazione.
Inoltre, le rivalità tradizionali tra Marocco e Algeria e la questione irrisolta della sovranità del Sahara occidentale hanno bloccato le riunioni sindacali dall'inizio degli anni '90, nonostante numerosi tentativi di rilanciare il processo politico. Il Sahara occidentale, ex colonia spagnola a sud del Marocco, "reintegrata" dal regno del Marocco, ha dichiarato l'indipendenza come Repubblica Democratica Araba dei Sahrawi. L'ultima conferenza di alto livello, a metà del 2005, è stata deragliata dal rifiuto del Marocco di incontrarsi, a causa del supporto algerino all'indipendenza dei Sahrawi. L'Algeria ha costantemente sostenuto il movimento di liberazione del Fronte Polisario.
Diversi tentativi sono stati fatti, in particolare dalle Nazioni Unite, per risolvere il problema del Sahara occidentale. A metà del 2003, l'inviato personale del segretario generale delle Nazioni Unite, James Baker, propose un piano di insediamento, noto anche come Baker Plan II. La proposta delle Nazioni Unite è stata respinta dal Marocco e accettata dalla Repubblica Democratica Araba Sahrawi. Per quanto riguarda i tentativi bilaterali, è stato realizzato molto poco, poiché il Marocco continua a rifiutare qualsiasi concessione che consentirebbe l'indipendenza del Sahara occidentale, mentre l'Algeria mantiene il suo sostegno all'autodeterminazione dei Sahrawi.
Inoltre, la disputa tra la Libia di Gheddafi e la Mauritania non ha reso più facile il compito di rinvigorire l'organizzazione. La Mauritania ha accusato i servizi segreti libici di essere coinvolti in un tentativo di colpo di stato del 2003 contro il presidente Maaouya Ould Sid'Ahmed Taya. La Libia ha negato l'accusa.
Nel 2023 il progetto della moneta unica nell'area rimane tecnicamente fattibile ma politicamente irrealizzabile..
Nell’aprile 2024, Algeria, Tunisia e Libia discutono la creazione di una nuova entità nordafricana, che presumibilmente sostituirà l’Unione del Maghreb arabo, che considerano “inoperante”, senza Marocco e Mauritania. È stato deciso di creare gruppi di lavoro congiunti per coordinare gli sforzi volti a proteggere i confini comuni dall’immigrazione irregolare e a stabilire importanti progetti di investimento congiunti nella produzione di grano e nella desalinizzazione dell’acqua. acqua di mare di fronte al cambiamento climatico e alla libera circolazione delle merci e delle persone tra i tre paesi..